# Amy Ryan
Amy Ryan (n. 3 mai 1969) este o actriță americană de teatru, film și televiziune din Statele Unite ale Americii, nominalizată în 2008 la Premiul Oscar pentru cea mai bună actriță în rol secundar, pentru rolul Helenei McCready din filmul Gone Baby Gone. A mai jucat în filme precum Changeling (2008), Win Win (2011) și Birdman (2014). Este cunoscută pentru rolul lui Holly Flax din The Office.